# Giovanni Battista Federici
Giovanni Battista Federici (Genova, 26 novembre 1785 – Torino, 22 febbraio 1860) è stato un generale italiano, nobile e veterano delle guerre napoleoniche che partecipò al comando della 4ª Divisione, appartenente al II Corpo d'armata del generale Ettore De Sonnaz, alla prima guerra d'indipendenza italiana. Partecipò alle fasi preparatorie dell'assedio alla fortezza di Peschiera, di cui fu comandante dopo la capitolazione, e si distinse nel corso della battaglia di Pastrengo.

## Biografia
Nacque a Genova il 26 novembre 1785, figlio di Alessandro e Vittoria Dinegro.  Tra il 1800 e il 1802 fu, come soldato semplice della Guardia, al servizio della Repubblica Ligure. Cinque anni dopo operava come sergente nell'esercito francese, con il quale partecipò alla seconda campagna d'Italia, e a quella in Prussia dove, con il grado di tenente del 101e Régiment d’infanterie de ligne, rimase ferito al braccio sinistro nel corso della battaglia di Bautzen (20-21 maggio 1813).  Venne posto in congedò dall'esercito francese con il grado di luogotenente, e il 18 luglio 1814 fu inquadrato nel I Battaglione di linea genovese come tenente. Dopo l'annessione di Genova al Regno di Sardegna fu arruolato nell'Armata Sarda il 18 marzo 1815, come tenente nella Brigata Genova. Il 11 dicembre dello stesso anno passò nei granatieri, e il 1 luglio 1817 fu trasferito come capitano nella Legione Reale Leggera. Il 1 gennaio 1822 passò in servizio nella Brigata Savona. Il 24 gennaio 1825 ritornò nei granatieri, e il 27 gennaio 1827, promosso maggiore, fu assegnato alla Brigata Piemonte. Il 24 agosto 1831 fu promosso tenente colonnello, e il 1 gennaio 1832, come tale passò nel 1º Reggimento fanteria della Brigata Piemonte. Nel 1835 come colonnello fu assegnato al comando del 1º Reggimento fanteria della Brigata Regina finché, nel 1840, promosso maggior generale assunse il comando della Brigata Pinerolo.
Promosso tenente generale, nel corso della prima guerra d'indipendenza italiana del 1848 ebbe il comando della 4ª Divisione del II Corpo d'armata del generale Ettore De Sonnaz. 
Partecipò alle fasi preparatorie dell'assedio alla fortezza di Peschiera,  e poi alla battaglia di Pastrengo (30 aprile) dove, con la Brigata Piemonte e i volontari parmensi andò all'assaltò del fianco destro dello schieramento dell'esercito imperiale. Avanzando sul lato sinistro piemontese, si
mosse senza molti problemi alla volta delle colline di Pastrengo. Quando re Carlo Alberto di Savoia decise di riprendere le operazioni su Peschiera con al comando il figlio Ferdinando duca di Genova, egli si trovò al comando delle brigate Piemonte e Pinerolo Con la capitolazione della fortezza di Peschiera il 30 maggio, egli abbandonò il comando della 4ª Divisione, sostituito dal duca di Genova, per assumere l'incarico di governatore della fortezza appena conquistata. Dopo la sconfitta di Custoza e la successiva ritirata che portò alla firma dell'armistizio di Salasco, il 24 agosto fu collocato in aspettativa insieme al generale Carlo Canera di Salasco. Nel dicembre 1848 fu posto definitivamente in pensione, e si spense nel 1860.

### Annotazioni
1. ↑  La quale era al comando del maggior generale Michele Bes.
2. ↑  In quello stesso giorno vennero posti in ritiro i generali Vittorio Garretti di Ferrere e Teodoro Cacherano di Bricherasio.

### Fonti
1. 1 2 3 4  Di Pietrantonio 2020, p. 77.
2. 1 2 3 4  Lo Faso di Serradifalco 2016, p. 188.
3. 1 2 3 4 5 6 7  Di Pietrantonio 2020, p. 78.
4. ↑   Calendario generale pe' regii stati, 1839,  p. 310. URL consultato il 5 marzo 2022.
5. ↑   Calendario generale pe' regii stati, 1847,  p. 372. URL consultato il 5 marzo 2022.
6. ↑  Luseroni 2016, p. 335.